# Dendrocnide stimulans
Dendrocnide stimulans är en nässelväxtart som först beskrevs av Carl von Linné d.y., och fick sitt nu gällande namn av Chew. Dendrocnide stimulans ingår i släktet Dendrocnide och familjen nässelväxter. Inga underarter finns listade i Catalogue of Life.